# Olympische Jugend-Winterspiele 2012/Teilnehmer (Kasachstan)
| Gelbes Symbol für Goldmedaillen mit stilisierten Olympischen Ringen | Graues Symbol für Silbermedaillen mit stilisierten Olympischen Ringen | Braundes Symbol für Bronzemedaillen mit stilisierten Olympischen Ringen |
| ------------------------------------------------------------------- | --------------------------------------------------------------------- | ----------------------------------------------------------------------- |
| —                                                                   | 1                                                                     | 2                                                                       |

Kasachstan nahm an den Olympischen Jugend-Winterspielen 2012 in Innsbruck mit 38 Athleten in 10 Sportarten teil.

## Sportarten

### Biathlon
| Athleten                                                          | Wettbewerb                         | Zeit (Schießfehler) | Rang   |
| ----------------------------------------------------------------- | ---------------------------------- | ------------------- | ------ |
| Jungen                                                            |                                    |                     |        |
| Ruslan Bessow                                                     | 7,5 km Sprint                      | 22:19,8 min (4)     | 31     |
| Ruslan Bessow                                                     | 10 km Verfolgung                   | 34:12,2 min (9)     | 31     |
| Mädchen                                                           |                                    |                     |        |
| Anastassija Kondratjewa                                           | 6 km Sprint                        | 20:36,4 min (3)     | 32     |
| Anastassija Kondratjewa                                           | 7,5 km Verfolgung                  | 34:04,6 min (6)     | 27     |
| Galina Wischnewskaja                                              | 6 km Sprint                        | 17:55,2 min (2)     | Silber |
| Galina Wischnewskaja                                              | 7,5 km Verfolgung                  | 27:44,4 min (4)     | Bronze |
| Gemischt                                                          |                                    |                     |        |
| Galina Wischnewskaja Alexandra Kun Ruslan Bessow Sergei Malyschew | Mixed-Staffel Skilanglauf/Biathlon | 1:06:47,8 h (4+8)   | 10     |

### Eishockey

#### Mädchen
| Kasachstan | Spielerinnen Nargis Assimowa, Mälika Bölembajewa, Kamila Gembizkaja, Änel Kärimschanowa, Botagös Chässänowa, Anastassija Kryschkina, Olga Lobowa, Anastassija Matussewitsch, Raissa Minakowa, Olessja Mironenko, Säure Nurghalijewa, Schanna Nurghalijewa, Anastassija Ogai, Akschan Oksykbajewa, Merujert Ryspek, Ässem Töleubajewa, Saltanat Ürpekbajewa |

Gruppenphase
| Pl. |             | Sp | S | OTS | OTN | N | Tore  | Punkte |
| 1.  | Schweden    | 4  | 4 | 0   | 0   | 0 | 43:0  | 12     |
| 2.  | Österreich  | 4  | 3 | 0   | 0   | 1 | 22:06 | 9      |
| 3.  | Deutschland | 4  | 2 | 0   | 0   | 2 | 12:16 | 6      |
| 4.  | Kasachstan  | 4  | 1 | 0   | 0   | 3 | 03:28 | 3      |
| 5.  | Slowakei    | 4  | 0 | 0   | 0   | 4 | 01:31 | 0      |

 Halbfinale 
| 20. Januar 2012 12:00 Uhr | Schweden | 11:0 (2:0, 5:0, 4:0) | Kasachstan | Tiroler Wasserkraft Arena, Innsbruck |

 Spiel um Platz 3 
| 21. Januar 2012 12:30 Uhr | Deutschland | 7:4 (2:1, 3:1, 2:2) | Kasachstan | Tiroler Wasserkraft Arena, Innsbruck |

### Eiskunstlauf
| Athleten                 | Wettbewerb | Kurzprogramm | Kurzprogramm | Free Skating/Dance | Free Skating/Dance | Gesamt | Gesamt |
| Athleten                 | Wettbewerb | Punkte       | Rang         | Punkte             | Rang               | Punkte | Rang   |
| ------------------------ | ---------- | ------------ | ------------ | ------------------ | ------------------ | ------ | ------ |
| Jungen                   |            |              |              |                    |                    |        |        |
| Alexander Ljan           | Einzel     | 35,97        | 14           | 59,90              | 14                 | 95,87  | 14     |
| Paar                     |            |              |              |                    |                    |        |        |
| Karina Usurowa Iljas Ali | Eistanz    | 43,71        | 5            | 59,06              | 6                  | 102,77 | 6      |

### Eisschnelllauf
| Athleten               | Wettbewerb  | Durchgang 1 | Durchgang 2 | Gesamt      | Gesamt     |
| Athleten               | Wettbewerb  | Zeit        | Zeit        | Zeit        | Rang       |
| ---------------------- | ----------- | ----------- | ----------- | ----------- | ---------- |
| Jungen                 |             |             |             |             |            |
| Dmitrij Morotsow       | 500 m       | 40,24 s     | DNF         | -           | -          |
| Dmitrij Morotsow       | 3000 m      |             |             | 4:22,42 min | 9          |
| Dmitrij Morotsow       | Massenstart |             |             | 7:17,55 min | 11         |
| Stanislaw Palkin       | 500 m       | 39,32 s     | 39,12 s     | 78,44 s     | 5          |
| Stanislaw Palkin       | Massenstart |             |             | 7:13,35 min | 5          |
| Mädchen                |             |             |             |             |            |
| Swetlana Malzewa       | 500 m       | 44,56 s     | 43,64 s     | 88,18 s     | 6          |
| Swetlana Malzewa       | Massenstart |             |             | Überrundet  | Überrundet |
| Jelisaweta Prokhorenko | 1500 m      |             |             | 2:18,23 min | 11         |
| Jelisaweta Prokhorenko | 3000 m      |             |             | 5:03,31 min | 11         |
| Jelisaweta Prokhorenko | Massenstart |             |             | 6:23,20 min | 17         |

### Freestyle-Skiing

#### Skicross
| Athleten      | Wettbewerb | Qualifikation | Qualifikation | Vorlauf  | Vorlauf  | Halbfinale | Finale   |
| Athleten      | Wettbewerb | Zeit          | Rang          | Punkte   | Rang     | Position   | Position |
| ------------- | ---------- | ------------- | ------------- | -------- | -------- | ---------- | -------- |
| Jungen        |            |               |               |          |          |            |          |
| Alon Mullajew | Skicross   | 1:00,82 min   | 17            | Abgesagt | Abgesagt | Abgesagt   | Abgesagt |

### Rennrodeln
| Athleten                            | Wettbewerb   | Durchgang 1 | Durchgang 2        | Gesamt             | Gesamt             |
| Athleten                            | Wettbewerb   | Zeit        | Zeit               | Zeit               | Rang               |
| ----------------------------------- | ------------ | ----------- | ------------------ | ------------------ | ------------------ |
| Jungen                              |              |             |                    |                    |                    |
| Sergei Korschnew                    | Einsitzer    | 40,236 s    | 40,326 s           | 1:20,562 min       | 14                 |
| Stanislaw Maltsew Oleg Faskhutdinow | Doppelsitzer | 44,007 s    | 43,451 s           | 1:27,458 min       | 10                 |
| Mädchen                             |              |             |                    |                    |                    |
| Darja Kudrjawtsewa                  | Einsitzer    | DNF         | nicht qualifiziert | nicht qualifiziert | nicht qualifiziert |

| Athleten                                                                | Wettbewerb  | Mädchen  | Junge    | Doppel   | Gesamt       | Gesamt |
| Athleten                                                                | Wettbewerb  | Zeit     | Zeit     | Zeit     | Zeit         | Rang   |
| ----------------------------------------------------------------------- | ----------- | -------- | -------- | -------- | ------------ | ------ |
| Gemischt                                                                |             |          |          |          |              |        |
| Darja Kudrjawtsewa Sergei Korschnew Stanislaw Maltsew Oleg Faskhutdinow | Teamstaffel | 45,752 s | 47,401 s | 47,843 s | 2:20,996 min | 8      |

### Shorttrack
| Athleten           | Wettbewerb | Viertelfinale | Viertelfinale | Halbfinale   | Halbfinale | Finale   | Finale |
| Athleten           | Wettbewerb | Zeit          | Rang          | Zeit         | Rang       | Zeit     | Rang   |
| ------------------ | ---------- | ------------- | ------------- | ------------ | ---------- | -------- | ------ |
| Mädchen            |            |               |               |              |            |          |        |
| Darja Gontscharowa | 500 m      | 46,452 s      | 3             | 48,300 s     | 1          | 46,802 s | 11     |
| Darja Gontscharowa | 1000 m     | 1:37,822 min  | 2             | 1:36,487 min | 3          | DNF      | DNF    |

### Ski Alpin
| Athleten         | Wettbewerb   | Durchgang 1 | Durchgang 2        | Gesamt             | Gesamt             |
| Athleten         | Wettbewerb   | Zeit        | Zeit               | Zeit               | Rang               |
| ---------------- | ------------ | ----------- | ------------------ | ------------------ | ------------------ |
| Jungen           |              |             |                    |                    |                    |
| Ruslan Sabitow   | Super-G      |             |                    | 1:10,32 min        | 33                 |
| Ruslan Sabitow   | Riesenslalom | 1:03,52 min | 58,05 s            | 2:01,57 min        | 26                 |
| Ruslan Sabitow   | Slalom       | 45,55 s     | DNF                | -                  | -                  |
| Ruslan Sabitow   | Kombination  | 1:07,74 min | DNF                | -                  | -                  |
| Mädchen          |              |             |                    |                    |                    |
| Marija Grigorowa | Super-G      |             |                    | DSQ                | DSQ                |
| Marija Grigorowa | Riesenslalom | 1:10,94 min | 1:11,75 min        | 2:22,69 min        | 40                 |
| Marija Grigorowa | Slalom       | DNF         | nicht qualifiziert | nicht qualifiziert | nicht qualifiziert |

### Skilanglauf
| Athleten         | Wettbewerb      | Qualifikation | Qualifikation | Viertelfinale      | Viertelfinale      | Halbfinale         | Halbfinale         | Finale             | Finale             |
| Athleten         | Wettbewerb      | Zeit          | Rang          | Zeit               | Rang               | Zeit               | Rang               | Zeit               | Rang               |
| ---------------- | --------------- | ------------- | ------------- | ------------------ | ------------------ | ------------------ | ------------------ | ------------------ | ------------------ |
| Jungen           |                 |               |               |                    |                    |                    |                    |                    |                    |
| Sergei Malyschew | 10 km klassisch |               |               |                    |                    |                    |                    | 29:57,5 min        | Bronze             |
| Sergei Malyschew | Sprint          | 1:46,77 min   | 12            | 1:49,2 min         | 2                  | 1:57,2 min         | 4                  | nicht qualifiziert | nicht qualifiziert |
| Mädchen          |                 |               |               |                    |                    |                    |                    |                    |                    |
| Alexandra Kun    | 5 km klassisch  |               |               |                    |                    |                    |                    | 17:11,6 min        | 26                 |
| Alexandra Kun    | Sprint          | 2:12,94 min   | 32            | nicht qualifiziert | nicht qualifiziert | nicht qualifiziert | nicht qualifiziert | nicht qualifiziert | nicht qualifiziert |

### Skispringen
| Athleten       | Wettbewerb    | Erste Runde | Erste Runde | Finale | Finale | Gesamt | Gesamt |
| Athleten       | Wettbewerb    | Weite       | Punkte      | Weite  | Punkte | Punkte | Rang   |
| -------------- | ------------- | ----------- | ----------- | ------ | ------ | ------ | ------ |
| Jungen         |               |             |             |        |        |        |        |
| Kanat Khamitow | Normalschanze | 44,0 m      | 40,9        | 39,5 m | 31,6   | 72,5   | 23     |